# FOREVER 21

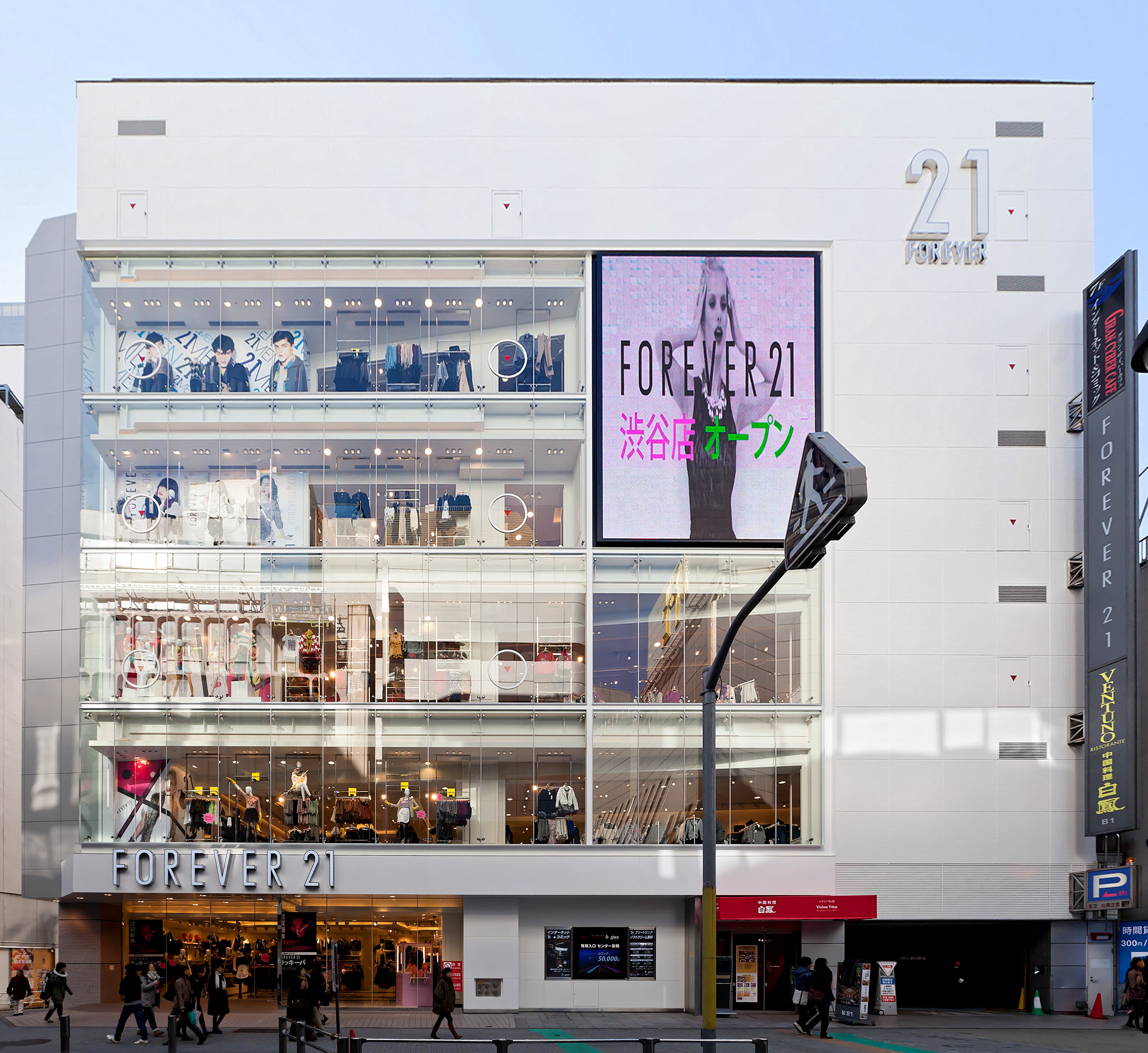
FOREVER 21渋谷店（閉店）

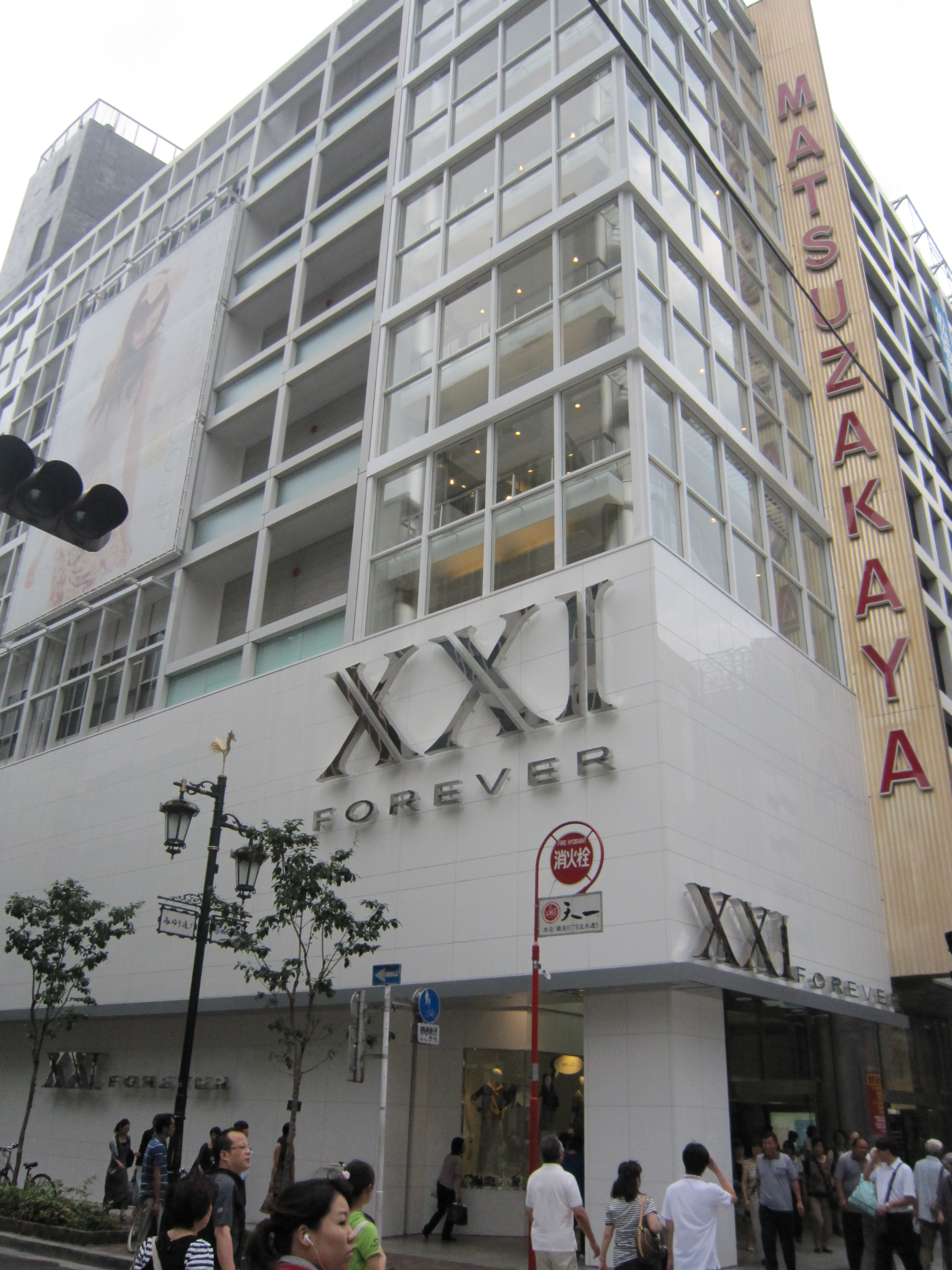
XXI Forever at GINZA by FOREVER 21（松坂屋銀座店内、閉店）

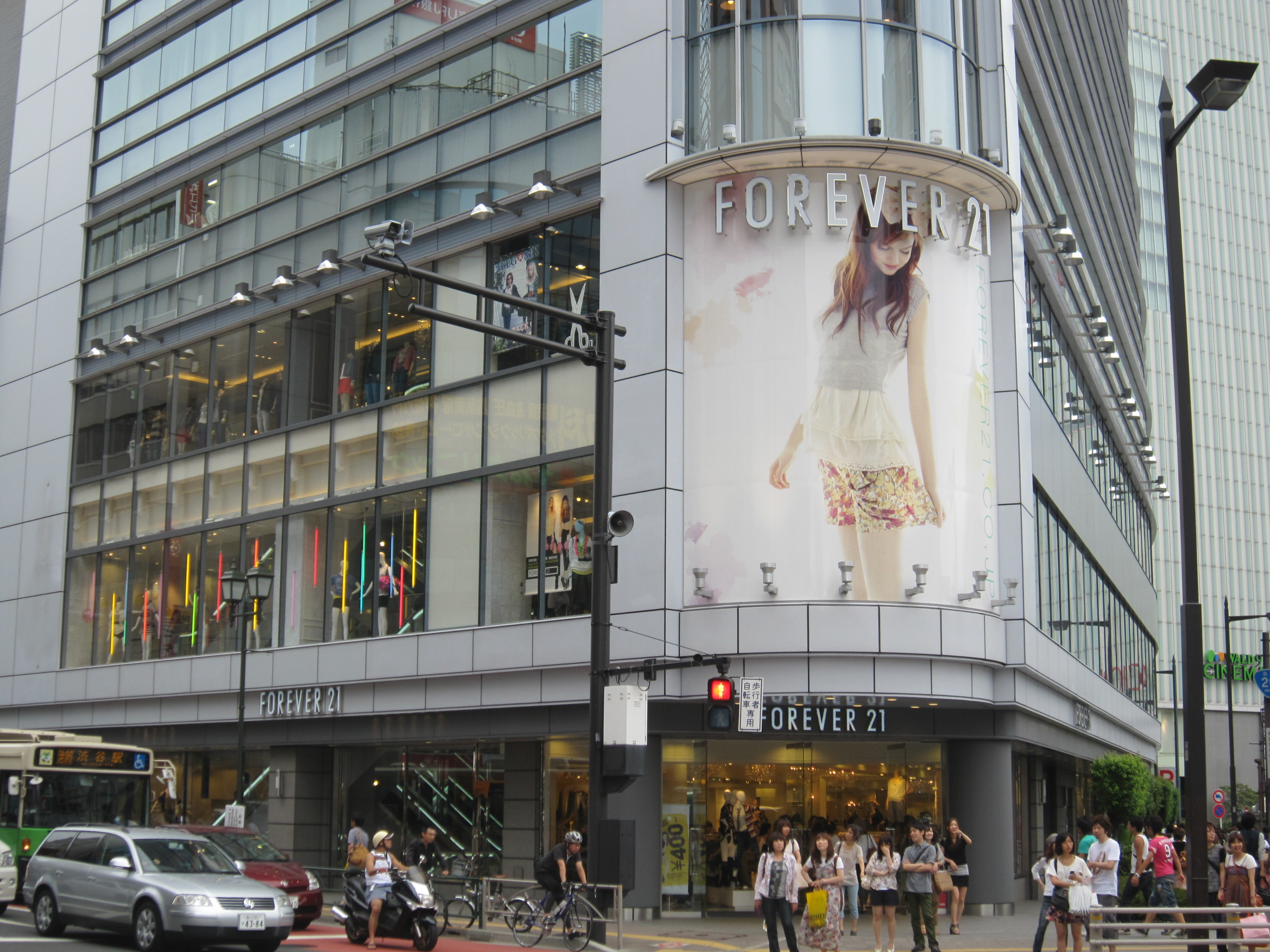
FOREVER 21新宿店（閉店）

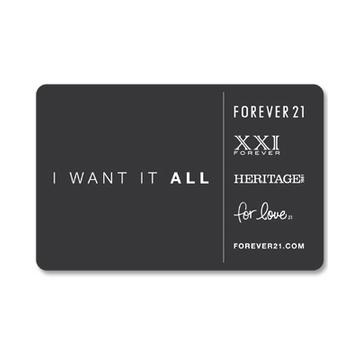
FOREVER 21ギフトカード

FOREVER 21（フォーエバー トゥエンティーワン）は、アメリカ合衆国カリフォルニア州ロサンゼルスに拠点を置く、ファストファッションストアチェーン。アメリカ合衆国内のほか、世界10ヶ国に460店舗（2009年現在）を置く。日本での販売業者名はForever21 Japan Trading Company, LLC.（フォーエバー21ジャパントレーディングカンパニー合同会社）。
FOREVER 21は2025年5月1日までに、米国内の全店舗を閉鎖した。

## 会社概要
韓国系アメリカ人のドン・チャンにより1984年、アメリカ合衆国カリフォルニア州ロサンゼルスに設立。創立当時の名称は「Fashion 21（ファッション・トゥエンティーワン）」で、ロサンゼルス郡内に住む韓国系移民の若者向けに作られたブランドであった。1989年には州内のショッピングモール内に出店、1995年にはフロリダ州にチェーン店を出店し、初めてカリフォルニア州外に進出する。
2001年よりForever 21の大型店舗である「XXI Forever」を全米各地で出店、以降は国内のファッションストアも買収するなど規模を拡大した後、2006年にブランドショップ「Heritage 1981」を新設、2008年より会員制のオンラインショッピングサービスを開始した。
2019年8月29日、ブルームバーグが連邦倒産法の適用申請を準備しているとスクープし、2019年9月29日、Forever 21が連邦倒産法第11章の適用を申請した。

## 労働環境問題
- 2001年9月、アジア太平洋系アメリカ人法律センター（Asian Pacific American Legal Center）と衣類労働者センター（Garment Worker Center）は、フォーエバー21が労働法に違反しているとして裁判を起こした[5]。訴訟内容によると、19人の契約社員が悪い労働条件と最低賃金以下の給料で働いていたという[5]。フォーエバー21は、公正な労働行為を約束しており、訴訟の中で名前を挙げられている労働者は、いずれも会社に直接雇用されていなかったと反論した[5]。これにより、一部の衣類業界の労働者たちが3年にわたるフォーエバー21のボイコット活動を行った。この活動は『Made in L.A. （英語版）』というドキュメンタリー映画にまとめられて2007年に公開され、エミー賞を受賞した[6][7]。訴訟はその後裁判所により却下された[8][9]。
- 2012年1月、フォーエバー21で働いていた5人の元社員が、昼休み中もバッグヤードの管理などで働いていた時間に対して給与が払われていないとして、補償を求める集団訴訟を起こした[10]。
- 2012年8月、アメリカ合衆国労働省は、フォーエバー21が給与未払いや就業記録など複数の連邦法に違反しているとし、改善を求めた[11]。アメリカ地裁のマーガレット・モロー（英語版）判事は、フォーエバー21の書類提出が遅れているとして、法令遵守を求める命令を出した[12]。フォーエバー21側は労働省と話しあい、報告書を提出したとしている[11]。
- 2014年7月、アメリカ合衆国労働安全衛生局（英語版） (OSHA) は、ニュージャージー州北部とマンハッタンにあるフォーエバー21の3つの店舗で、社員の安全確保が行なわれていないとして10万ドルの罰金と改善を求めた。この違法行為は2010年から続いているとしている[13]。

latest news india

## 著作権侵害行為
- フォーブスによると2014年4月現在、フォーエバー21は50もの著作権侵害の訴訟を抱えていると報道した[14][15]。ダイアン・フォン・ファステンバーグは、フォーエバー21が4着のドレスのコピー品を販売していたとして訴訟を起こした[16]。グウェン・ステファニー、アナスイ、トロヴァータなどもデザインを盗用されたとして訴訟を起こした[15]。During Trovata case in May 2009, the jury agreed with Trovata; the two sides reached a settlement.[17]
- 著作権法専門家でフォーダム大学のスーザン・スカフィディ教授は、フォーエバー21は他メーカーのデザインを複製して商品製造を行っていると批評した[7]。フォーエバー21の商品副部長であるリサ・ボワセの2007年のコメントによると、フォーエバー21の商品はデザイナーではなく商業デザイナーにより作られているため、実際にデザインをした商業デザイナーを明かすことはできないとしている[18]。チャン社長は複数のデザイナーの行為により失望していると発表した[7]。フォーエバー21はこれらの訴訟のほとんどを裁判所外で和解しているため、裁判所から有罪判決を受けたことはない[15]。
- 2015年1月8日、カナダのメディアはブリティッシュコロンビア州リッチモンドにある家族経営の衣服店、グランテッド・クロージング社（Granted Clothing）のコピー製品がフォーエバー21で大量に販売されていることを報道した。衣服店側は訴訟を起こした[19][20][21][22][23]。2015年4月、両者は友好的に和解しと報道された[24]。
- 2015年1月28日、アドビシステムズ、オートデスク、コーレルなどのソフトウェア会社はフォーエバー21がライセンスされていない海賊版のPhotoshopやAutoCAD、PaintShop Pro（英語版）などを社内で使用しているとして訴訟を起こした[25][26]。

## その他の問題
- フォーエバー21が販売しているシャツなどに書かれている言葉が、『デイリー・メール』や『ハフィントンポスト』などのメディアに疑問を呈されている。会社はキリスト教を推しているとしており、最も多く売れたシャツには "Holy” “Love, peace, faith, hope, Jesus,” and “Thank God.” などの言葉が印刷されていた[27]。
- 2010年4月から、ブロガーでフォーエバー21のマニアであるレイチェル・ケイン（Rachel Kane）が、WTForever21.com（フォーエバー21はどうなってるんだ.com）というドメイン名のブログを運営し、フォーエバー21の商品や衣類の意見などを連載していた。2011年、Jezebelがこのブログを紹介し、ブログ有名になったとき、フォーエバー21はケインに対し、ウェブサイトを閉鎖しなければ訴訟を起こすと連絡してきたという[28][29]。
- 環境健康センター（Center for Environmental Health）は、フォーエバー21と25の販売業者が販売する宝飾品に、カドミウムが含まれていると発表した。0.03%のカドミウムを含む商品が訴訟の対象となっており、103万ドルの賠償を求めている[30]。
- 2012年9月に、弁護士のキャロリン・キールマンがフォーエバー21に対し、商品返品時に返金額が1セント分だけ少なかったとして、集団訴訟を起こした[31]。返品時に1セント分返金額が少なかった顧客は、この訴訟に参加するよう求めていた[31]。

## 日本での展開
2000年（平成12年）に三愛と提携し、日本国内に2店舗出店したが、1年ほどで撤退している。
2009年（平成21年）4月29日、単独で東京都渋谷区に原宿店をオープンさせ、日本の第1号店となる。上陸記念としてオープン前日にはプレオープンイベントが開かれ、冨永愛らファッションモデルが登場したほか、歌手のBENIもオリジナルソング「FOREVER 21」を制作、作家の金原ひとみが「フォーエバー21」という名のWEB小説をオンライン連載するなど、コラボレーション企画も行われた。
2010年（平成22年）4月29日、東京都中央区の松坂屋銀座店内に大型店舗「XXI Forever at GINZA by FOREVER 21」をオープンさせる。グッチの後継テナントとして、日本の百貨店内へ出店したことで、多くの注目を集める。銀座店のオープニングセレモニーでは、最高経営責任者であるドン・チャンや、J.フロントリテイリング株式会社代表取締役会長兼最高経営責任者の奥田務、松坂屋銀座店店長の菊谷栄司ら8人が、オープニングテープカットに登場した。
2010年8月には、京阪電気鉄道傘下の京阪流通システムズのテナントとして、東京都渋谷区宇田川町の「HMV渋谷」跡に「渋谷店」として居抜出店する計画を発表し、2010年12月23日にオープンした。
メインとなる女性向けファッションストアの「Forever 21」をはじめ、ユニセックスを扱う「Heritage1981」、大型フラッグシップ店舗の「XXI Forever」、女性向けアクセサリーを扱った「For Love21」の他、「Gadzooks21」、「Reference」、「Twelve by Twelve」、「Faith21」といった、異なる形態も存在した。日本の他ブランドよりサイズが豊富にあった。
2019年（令和元年）9月25日、アメリカ合衆国での連邦倒産法第11章を受けて、2019年10月31日をもって日本国内の14店舗全てを閉店し、オンラインストアも閉鎖することを発表した。
その後、2022年（令和4年）9月に伊藤忠商事が日本国内の販売権などを取得し、ゲートウィン（アダストリアの子会社）が同国内の店舗運営や販売におけるパートナー契約を結ぶ形で2023年（令和5年）に再出することを発表し、予定通り同年ららぽーと門真に出店した。

### 2019年10月31日まであった国内店舗
東京都
- 渋谷店 - 渋谷区宇田川町
- 新宿店 - 新宿区

神奈川県
- 横浜店 - 横浜市都筑区、ららぽーと横浜内

埼玉県
- コクーンシティ店 - さいたま市大宮区、コクーンシティ内。
- 新三郷店 - 三郷市、ららぽーと新三郷ANNEX内

北海道
- 札幌大通店 - 札幌市中央区、パルコZERO GATE内

宮城県
- 仙台FORUS店 - 仙台市青葉区、仙台フォーラス内

京都府
- イオンモールKYOTO店 - 京都市南区、イオンモールKYOTO内

大阪府
- 大阪道頓堀店 - 大阪市中央区、道頓堀ZERO GATE内
- ルクア イーレ店 - 大阪市北区、ルクア1100内

兵庫県
- 三宮ビブレ店 - 神戸市中央区、三宮ビブレ内

広島県
- イオンモール広島府中店 - 安芸郡府中町、イオンモール広島府中内

福岡県
- 福岡天神店 - 福岡市中央区

沖縄県
- イオンモール沖縄ライカム店 - 中頭郡北中城村、イオンモール沖縄ライカム内

全店舗2019年10月31日で閉店。

#### 閉店店舗
- 銀座店（XXI Forever at GINZA by FOREVER 21） - 東京都中央区、松坂屋銀座店内。2013年3月28日閉店
- 仙台泉プレミアムアウトレット店 - 宮城県仙台市泉区、仙台泉プレミアム・アウトレット内。2016年8月31日閉店
- 茨城あみプレミアムアウトレット店 - 茨城県稲敷郡阿見町、あみプレミアム・アウトレット内。2016年8月31日閉店
- お台場店 - 東京都江東区青海、ダイバーシティ東京内。2017年1月22日閉店
- 船橋店 - 千葉県船橋市、ららぽーとTOKYO-BAY内。2017年1月22日閉店
- イオンモール和歌山店 - 和歌山市、イオンモール和歌山内。2017年5月31日閉店
- イオンモール各務原店 - 各務原市、イオンモール各務原内。2017年5月31日閉店
- 原宿店 - 東京都渋谷区原宿。2017年10月15日閉店
- 土岐プレミアムアウトレット店 - 土岐市、土岐プレミアム・アウトレット内。2018年3月4日閉店
- イオンモール名古屋茶屋店 - 名古屋市港区、イオンモール名古屋茶屋内。2019年4月20日閉店
- 名古屋栄店 - 名古屋市中区、名古屋ZERO GATE内。2019年7月6日閉店